# トビラ
『トビラ』は、ゆずの3作目のオリジナルアルバムである。2000年11月1日発売。発売元はセーニャ・アンド・カンパニー。

## 解説
- このアルバムの発売日当日に「音楽活動に専念するため」という理由で『ゆずのオールナイトニッポン』は最終回を迎え終了した。
- このアルバムが発売された当時、北川は今後のゆずの方向性が見えず悩んでいたとインタビュー等で発言している。また北川は「重いアルバム」とも語っており、他のゆずの曲とはやや違うタイプの曲や暗めの曲、さらに硬派でメッセージ性の強い曲が多いのが特徴である。また、このアルバムを最後にグループを解散することも考えのひとつとしてあった事をインタビュー等で発言している。
- このアルバムの収録楽曲の一言コメントが、ツアーパンフレット「トビラ」に掲載されている。

## チャート成績
- 初週の売上枚数は自身最高の50.9万枚を記録し、累計売上枚数は『ゆずえん』、『ゆず一家』に次ぐ3番目のヒット作となった。

## 収録曲
| #         | タイトル                                   | 作詞  | 作曲・編曲 | 時間 |
| --------- | ------------------------------------------ | ----- | ---------- | ---- |
| 1.        | 「幸せの扉」(作詞・作曲：北川悠仁)         |       |            | 4:33 |
| 2.        | 「日だまりにて」(作詞・作曲：岩沢厚治)     |       |            | 3:24 |
| 3.        | 「仮面ライター」(作詞・作曲：北川悠仁)     |       |            | 3:30 |
| 4.        | 「飛べない鳥」(作詞・作曲：岩沢厚治)       |       |            | 4:33 |
| 5.        | 「ガソリンスタンド」(作詞・作曲：岩沢厚治) |       |            | 5:09 |
| 6.        | 「何処」(作詞・作曲：北川悠仁)             |       |            | 6:05 |
| 7.        | 「ねぇ」(作詞・作曲：北川悠仁)             |       |            | 4:22 |
| 8.        | 「嗚呼、青春の日々」(作詞・作曲：北川悠仁) |       |            | 4:38 |
| 9.        | 「気になる木」(作詞・作曲：岩沢厚治)       |       |            | 2:28 |
| 10.       | 「シャララン」(作詞・作曲：北川悠仁)       |       |            | 4:12 |
| 11.       | 「新しい朝」(作詞・作曲：岩沢厚治)         |       |            | 5:06 |
| 12.       | 「心のままに」(作詞・作曲：北川悠仁)       |       |            | 4:16 |
| 13.       | 「午前九時の独り言」(作詞・作曲：北川悠仁) |       |            | 7:05 |
| 合計時間: | 合計時間:                                  | 59:21 |            |      |

## 楽曲解説
1. 幸せの扉
  - フジテレビ系ドラマ『涙をふいて』の主題歌として、岩沢は後に実際に主題歌となる「飛べない鳥」を制作したのに対し、北川はこの曲を制作し、ドラマ制作側に提出した。
2. 日だまりにて
  - 「第80回全国高校ラグビー大会」イメージソング。
3. 仮面ライター
  - 少年が怪しい骨董品屋で気味の悪い笑い顔の仮面を買ったという物語になっている作品で、のちのライブツアーでは振付つきで披露されている。
4. 飛べない鳥
  - 10枚目のシングル表題曲。フジテレビ系ドラマ『涙をふいて』主題歌。
5. ガソリンスタンド
  - 「嗚呼、青春の日々」同様、友人の死のことを歌っている楽曲。
6. 何処
  - 社会風刺を多く含んだ楽曲。この曲の前後に北川の語りがある。また、ゆずの曲で6分台の曲はこの曲が初となる。
7. ねぇ
8. 嗚呼、青春の日々
  - 9枚目のシングル表題曲。アルバムバージョンであり、曲の最初にコーラスが追加されている。
9. 気になる木
  - このアルバムの中で最も短い曲。暗い曲が多いこのアルバムの中では数少ない明るい曲となっている。
10. シャララン
  - 10枚目のシングルのカップリング曲。映画『十五才 学校IV』主題歌。
11. 新しい朝
  - 製作者の岩沢が実家を出た時に創った歌。
12. 心のままに
  - 8枚目のシングル表題曲。フジテレビ系バラエティ番組『力の限りゴーゴゴー!!』主題歌。
  - 発表してから1年近く経っていたことから、このアルバムへの収録を最後まで迷っていたらしい。
13. 午前九時の独り言
  - 歌詞に出てくる「あなたの声」とはジョン・レノンのことである。[独自研究?]

## 演奏
- 北川悠仁：Vocal, Acoustic Guitar, Electric Guitar, Pianica, Tambourine, Recorder
- 岩沢厚治：Vocal, Acoustic Guitar, Harp, Recorder
- 寺岡呼人
  - Computer Programming
  - Bass (#13)
  - Electric Guitar (#1.4.6.7.13)
  - Acoustic Guitar (#2)
  - Chorus (#6)
- 向笠高章：Computer Programming
- 上原裕：Drums (#3.13)
- 小田原豊：Drums (#1.7)
- 宮田繁男：Drums (#2.4.11.12)
- 佐野康夫：Drums (#6.8)
- 美久月千晴：Bass (#1.4.6.7.8.11)
- 藤井裕：Bass (#3)
- 松原秀樹：Bass (#2.12)
- 中西康晴：Keyboards (#1.2.3.4.6.7.8.10.11.13)
- 長池秀明：Keyboards (#12)
- 藤井謙二：Electric Guitar (#3.8)
- 松尾和博：Electric Guitar (#7)
- 藤田顕：Electric Guitar (#6)
- 三沢またろう：Percussion (#4.7)
- リクオ：Accordion (#13)
- 阿部雅士チーム：Strings & Brass (#8.11.13)
- 阿部雅士：Strings & Brass Arrangement (#8.11.13)